# Bjorjoljoch
De Bjorjoljoch (Russisch: Бёрёлёх, Jakoets: Бөрөлөөх; Börölööch; Jakoetse betekenis: "vol met wolven"), in de benedenloop ook wel Jelon (Елонь) genoemd, is een 754 kilometer lange linkerzijrivier van de Roessko-Oestinskaja; een zijarm van de Indigirka in het noorden van de Russische autonome republiek Sacha (Jakoetië).

## Loop en hydrologie
De rivier start aan de noordzijde van de heuvelkam Polo-oesny krjazj. Volgens sommige bronnen ontstaat de rivier door de samenvloeiing van de rivieren Tsjamaga-Okatyn en Kemelkan-Okat, maar op de topografische sovjetkaart ontstaat deze uit de samenvloeiing van de rivieren Obdjoka en Neljon. De rivier stroomt vanuit het zuiden door het Jana-Indigirkalaagland; eerst naar het oosten, vervolgens naar het noorden. In de benedenloop vertakt de rivier zich sterk. De belangrijkste zijrivieren zijn de Oeëse-Kyllach (linkerkant) en de Oelachan-Kyllach (of Tiit), Selgannach en Ary-Maje (rechterkant).
Het stroomgebied telt ruim 9000 meren met een totale oppervlakte van 1.610 km² (een percentage meren van 9,5%). De rivier wordt gevoed door sneeuw, regen en ijs. In juli en  augustus treedt de rivier buiten haar oevers. In de winter bevriest de rivier tot de bodem.
De rivier doorstroomt in zijn geheel door de oeloes Allaichovski van Janoetië. Aan de middelloop ligt het dorp Tsjkalov en nabij de monding het dorp Roesskoje Oestje.

## Mammoetvondsten
Op de oever van de rivier zijn overblijfselen van honderden wolharige mammoeten gevonden die ongeveer 13.000 tot 12.000 jaar geleden leefden en in korte tijd moeten zijn gestorven. Ongeveer 42% van de skeletten vertoonden tekenen van osteodystrofie, een skeletaandoening veroorzaakt door stofwisselingsstoornissen als gevolg van een tekort aan of juist een overmaat aan vitale macro- en micro-elementen (minerale uithongering).

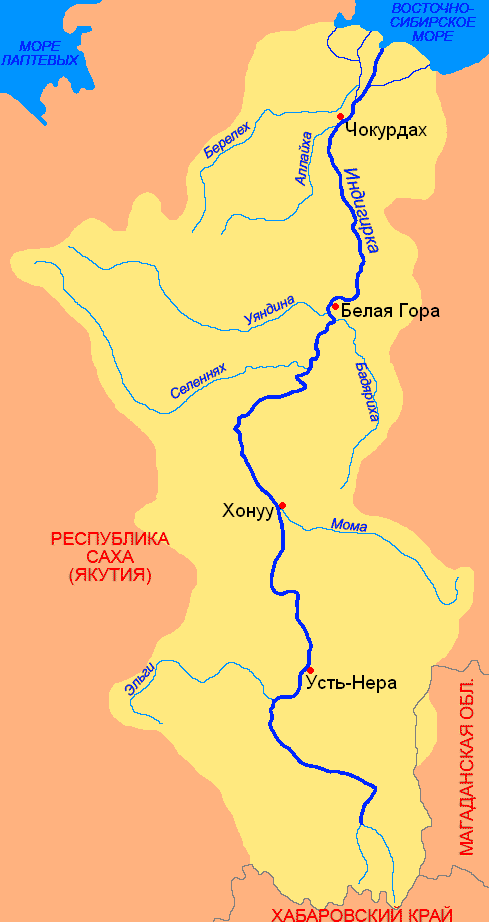
Stroomgebied van de Indigirka met de Bjorjoljoch (Бёрёлёх) in het noordwesten